# Paul Dumbrell
Paul Dumbrell, född den 1 september 1982 i Melbourne i Victoria i Australien, är en racerförare som har kört i V8 Supercars. Tillsammans med Jamie Whincup tog han segern i långdistansloppet Bathurst 1000 km år 2012.